# Aston Martin DBS Superleggera
L'Aston Martin DBS Superleggera è un'autovettura coupé prodotta dal 2018 al 2024 dalla casa automobilistica britannica Aston Martin, venendo sostituita dalla terza generazione della Vanquish.

## Descrizione
Sostituisce la Vanquish AM310 prodotta dal 2012 al 2018, è stata presentata il 26 giugno 2018. I primi modelli sono stati consegnati a dicembre 2018.
Essa continua la denominazione del tipo DB (le iniziali di David Brown), con in aggiunta il nome Superleggera, che rende omaggio alla Carrozzeria Touring Superleggera, che disegnò e carrozzò molte vetture Aston Martin negli anni '60 e '70. La parte anteriore presenta un nuovo paraurti anteriore con una grande griglia centrale per un migliore il raffreddamento del motore insieme a due prese d'aria aggiuntive sui lati per raffreddare i freni e due prese d'aria sul cofano che aiutano a dissipare il calore nel vano motore. Al fine di ottimizzare il baricentro e la distribuzione del peso, il V12 è stato posizionata il più in basso e dietro l'asse anteriore in posizione centrale.
Dal punto di vista meccanico, è presente un differenziale autobloccante a slittamento meccanico con funzione tourque vectoring della coppia. Dal punto di vista aerodinamico, nei parafanghi anteriori ci sono della aperture chiamate Curlicue, che sfogano i flussi d'aria dentro i passaruota anteriori verso le fiancate e al posteriore è presente il sistema Aeroblade di Aston Martin, composto da uno spoiler nascosto nel cofano posteriore che viene alimentato da due condotti, con in più un estrattore inferiore nel paraurti che generano circa 180 kg di carico aerodinamico massimo. il sistema di scarico è in titanio, con quattro terminali.
Il telaio della DBS Superleggera è costruito sulla stessa piattaforma in alluminio comune con la DB11, ma è stato modificato e rinforzato con alcune parti in materiali compositi come plastica e fibra di carbonio. La trasmissione è affidata a un cambio ZF 8HP95 con un rapporto di trasmissione finale più breve di 2,93:1, posizionato sull'asse posteriore secondo lo schema transaxle.

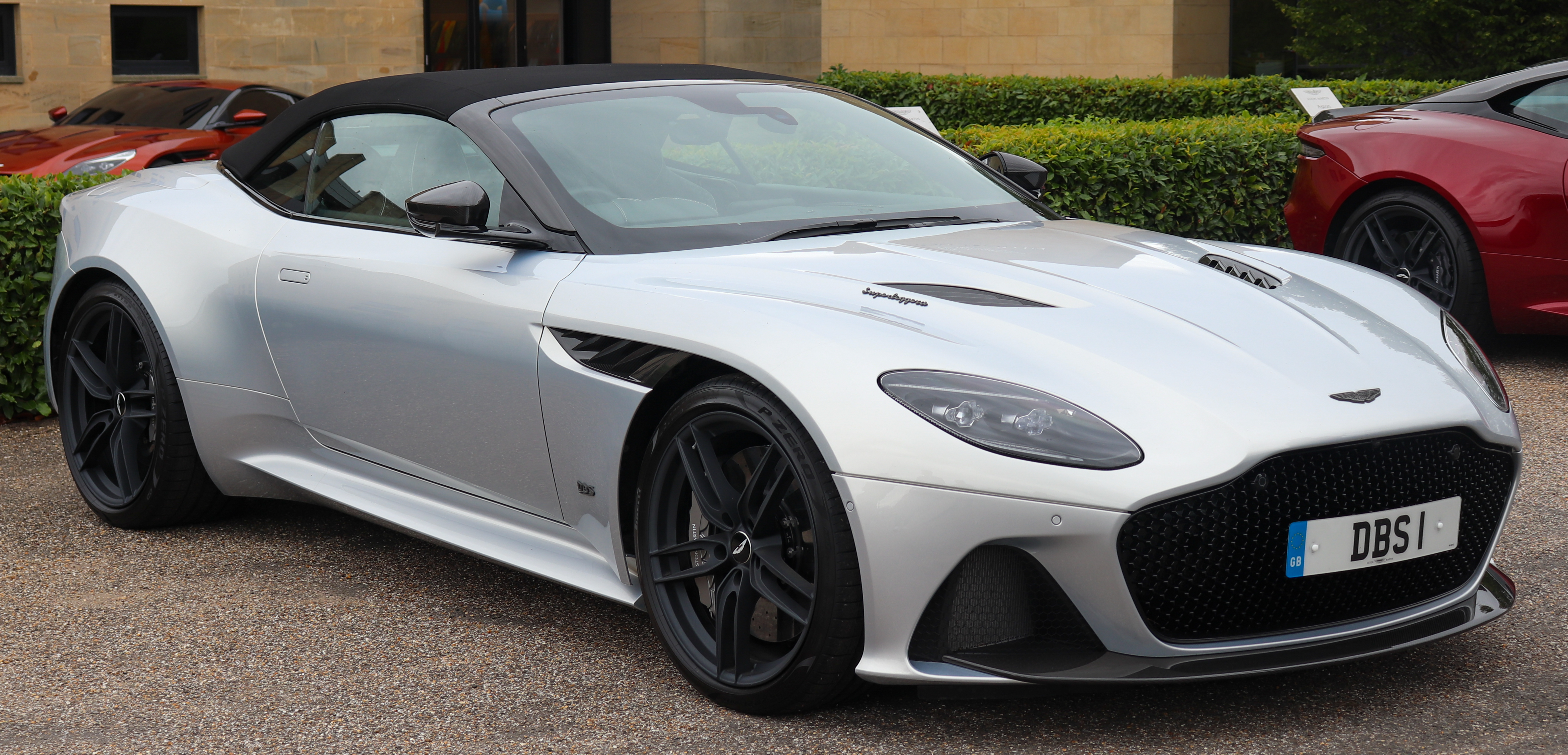
Aston Martin DBS Volante

All'interno, è presente un sistema di infotainment della Mercedes-Benz, simile a quello presente sulle classe C, E e S. I posti disponibili sono due più due strapuntini dietro.
Il motore è un V12 biturbo da 5,2 litri sviluppato dalla stessa Aston Martin. Sviluppa 725 CV a 6500 giri/min ed eroga una coppia massima di 900 N m dai 1.800 a 5.000 giri/min. Lo scatto da 0 a 100 km/h è di 3,4 secondi, con la velocità massima di circa 340 km/h.
La variante cabriolet chiamata Volante è stata presentata ad aprile 2019. La capote è in tela a otto strati. La meccanica rimane invariata, ma a causa del peso che aumenta a 1863 kg (senza liquidi) lo 0-100 viene coperto in 3,6 secondi e lo 0-160 km/h in 6,7 secondi.

## Scheda tecnica
| Caratteristiche tecniche - Aston Martin DBS Superleggera                                      | Caratteristiche tecniche - Aston Martin DBS Superleggera | Caratteristiche tecniche - Aston Martin DBS Superleggera | Caratteristiche tecniche - Aston Martin DBS Superleggera | Caratteristiche tecniche - Aston Martin DBS Superleggera | Caratteristiche tecniche - Aston Martin DBS Superleggera |

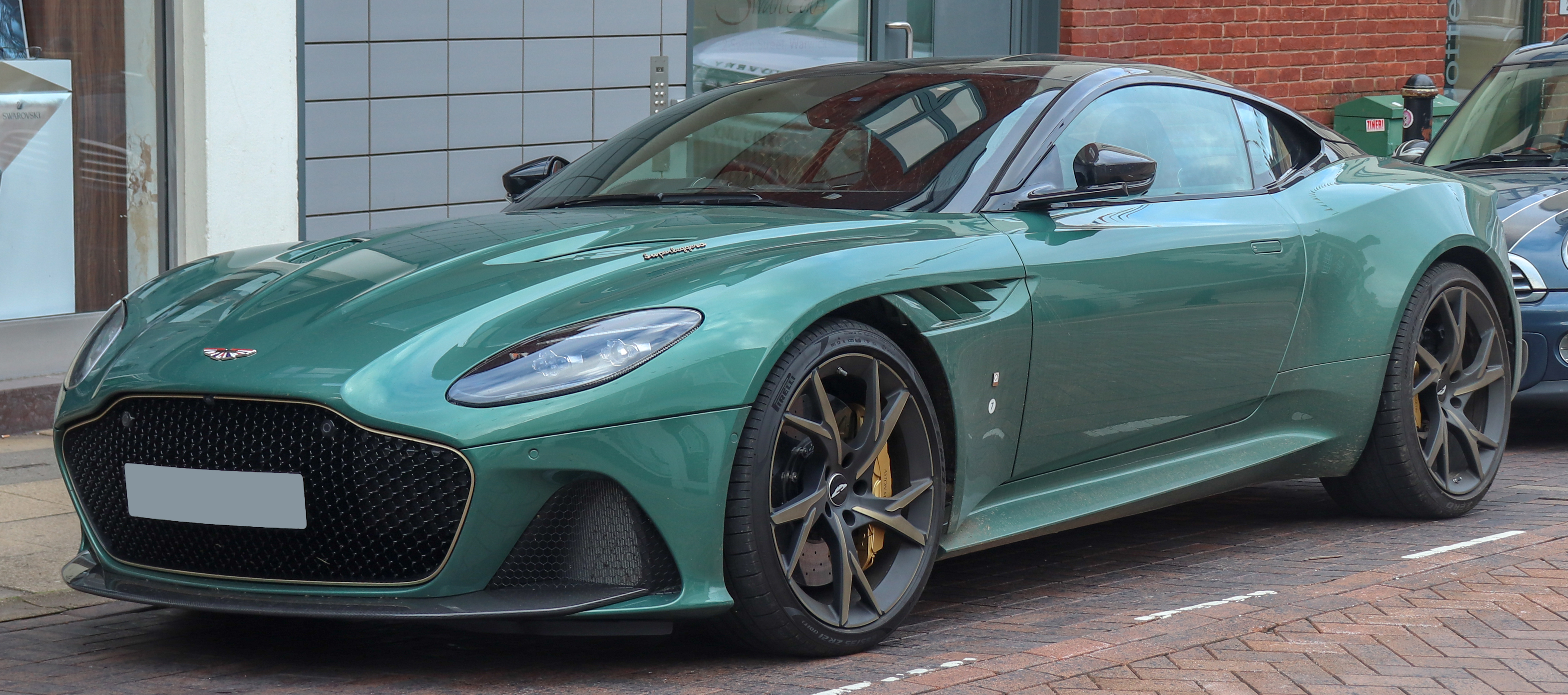
Aston Martin DBS 59

| --------------------------------------------------------------------------------------------- | --- | --- | --- | --- | --- |
|                                                                                               | | | | | |
| Configurazione                                                                                | | | | | |
| Carrozzeria: coupé                                                                            | Carrozzeria: coupé | Posizione motore: centrale-anteriore | Posizione motore: centrale-anteriore | Trazione: posteriore | Trazione: posteriore |
| Dimensioni e pesi                                                                             | | | | | |
| Ingombri (lungh.×largh.×alt. in mm): 4712 × 1968 × 1280                                       | Ingombri (lungh.×largh.×alt. in mm): 4712 × 1968 × 1280 | Ingombri (lungh.×largh.×alt. in mm): 4712 × 1968 × 1280 | Ingombri (lungh.×largh.×alt. in mm): 4712 × 1968 × 1280 | Diametro minimo sterzata: | Diametro minimo sterzata: |
| Interasse: 2805 mm                                                                            | Interasse: 2805 mm | Carreggiate: anteriore ? - posteriore ? mm | Carreggiate: anteriore ? - posteriore ? mm | Altezza minima da terra: | Altezza minima da terra: |
| Posti totali: 2+2                                                                             | Posti totali: 2+2 | Bagagliaio: | Bagagliaio: | Serbatoio: | Serbatoio: |
| Meccanica                                                                                     | | | | | |
| Distribuzione: 4 alberi a camme 48 valvole                                                    | Distribuzione: 4 alberi a camme 48 valvole | Distribuzione: 4 alberi a camme 48 valvole | Alimentazione: turbo a iniezione diretta | Alimentazione: turbo a iniezione diretta | Alimentazione: turbo a iniezione diretta |
| Prestazioni motore                                                                            | Potenza: 725 CV / Coppia: 900 Nm | Potenza: 725 CV / Coppia: 900 Nm | Potenza: 725 CV / Coppia: 900 Nm | Potenza: 725 CV / Coppia: 900 Nm | Potenza: 725 CV / Coppia: 900 Nm |
| Frizione:                                                                                     | Frizione: | Frizione: | Cambio: Cambio automatico ZF transaxle a otto velocità | Cambio: Cambio automatico ZF transaxle a otto velocità | Cambio: Cambio automatico ZF transaxle a otto velocità |
| Telaio                                                                                        | | | | | |
| Corpo vettura                                                                                 | Struttura in alluminio estruso con pannelli compositi | Struttura in alluminio estruso con pannelli compositi | Struttura in alluminio estruso con pannelli compositi | Struttura in alluminio estruso con pannelli compositi | Struttura in alluminio estruso con pannelli compositi |
| Sterzo                                                                                        | servoassistito elettricamente a cremagliera e pignone; 2,27 giri da blocco a blocco; rapporto di sterzo 13.09:1                                                                                                | servoassistito elettricamente a cremagliera e pignone; 2,27 giri da blocco a blocco; rapporto di sterzo 13.09:1                                                                                                | servoassistito elettricamente a cremagliera e pignone; 2,27 giri da blocco a blocco; rapporto di sterzo 13.09:1                                                                                                | servoassistito elettricamente a cremagliera e pignone; 2,27 giri da blocco a blocco; rapporto di sterzo 13.09:1                                                                                                | servoassistito elettricamente a cremagliera e pignone; 2,27 giri da blocco a blocco; rapporto di sterzo 13.09:1                                                                                                |
| Sospensioni                                                                                   | anteriori: Doppio braccio oscillante con molle elicoidali indipendenti, barra antirollio e smorzamento adattivo / posteriori: Multi-link posteriore, molle elicoidali, barra antirollio e smorzamento adattivo | anteriori: Doppio braccio oscillante con molle elicoidali indipendenti, barra antirollio e smorzamento adattivo / posteriori: Multi-link posteriore, molle elicoidali, barra antirollio e smorzamento adattivo | anteriori: Doppio braccio oscillante con molle elicoidali indipendenti, barra antirollio e smorzamento adattivo / posteriori: Multi-link posteriore, molle elicoidali, barra antirollio e smorzamento adattivo | anteriori: Doppio braccio oscillante con molle elicoidali indipendenti, barra antirollio e smorzamento adattivo / posteriori: Multi-link posteriore, molle elicoidali, barra antirollio e smorzamento adattivo | anteriori: Doppio braccio oscillante con molle elicoidali indipendenti, barra antirollio e smorzamento adattivo / posteriori: Multi-link posteriore, molle elicoidali, barra antirollio e smorzamento adattivo |
| Freni                                                                                         | anteriori: Dischi freno anteriori carbo-ceramici autoventilati da 410 mm / posteriori: Dischi freno posteriori carbo-ceramici autoventilati da 360 mm                                                          | anteriori: Dischi freno anteriori carbo-ceramici autoventilati da 410 mm / posteriori: Dischi freno posteriori carbo-ceramici autoventilati da 360 mm                                                          | anteriori: Dischi freno anteriori carbo-ceramici autoventilati da 410 mm / posteriori: Dischi freno posteriori carbo-ceramici autoventilati da 360 mm                                                          | anteriori: Dischi freno anteriori carbo-ceramici autoventilati da 410 mm / posteriori: Dischi freno posteriori carbo-ceramici autoventilati da 360 mm                                                          | anteriori: Dischi freno anteriori carbo-ceramici autoventilati da 410 mm / posteriori: Dischi freno posteriori carbo-ceramici autoventilati da 360 mm                                                          |
| Pneumatici                                                                                    | Anteriore 265/35/21 - Posteriore 305/30/21 / Cerchi: 21 pollici | Anteriore 265/35/21 - Posteriore 305/30/21 / Cerchi: 21 pollici | Anteriore 265/35/21 - Posteriore 305/30/21 / Cerchi: 21 pollici | Anteriore 265/35/21 - Posteriore 305/30/21 / Cerchi: 21 pollici | Anteriore 265/35/21 - Posteriore 305/30/21 / Cerchi: 21 pollici |
| Prestazioni dichiarate                                                                        | | | | | |
| Velocità: 338 km/h                                                                            | Velocità: 338 km/h | Velocità: 338 km/h | Accelerazione: 3,4 secondi | Accelerazione: 3,4 secondi | Accelerazione: 3,4 secondi |
| Consumi                                                                                       | 8,1 km/l | 8,1 km/l | 8,1 km/l | 8,1 km/l | 8,1 km/l |
| Omologazione: Euro 6                                                                          | Omologazione: Euro 6 | Omologazione: Euro 6 | Emissioni CO2: 285 g/km | Emissioni CO2: 285 g/km | Emissioni CO2: 285 g/km |
| Fonte dei dati: https://www.astonmartin.com/en-us/models/dbs-superleggera#section_Engineering | | | | | |

## Edizioni speciali

### DBS 59
In occasione del 60º anniversario della doppia vittoria alla 24 Ore di Le Mans 1959, l'Aston Martin ha presentato il 1º novembre 2018 un'edizione limitata di 24 esemplari della DBS Superleggera, con un'estetica che ricorda visivamente l'Aston Martin DBR1. Tecnicamente rimane invariato rispetto al veicolo di produzione.

### OHMSS Special Edition

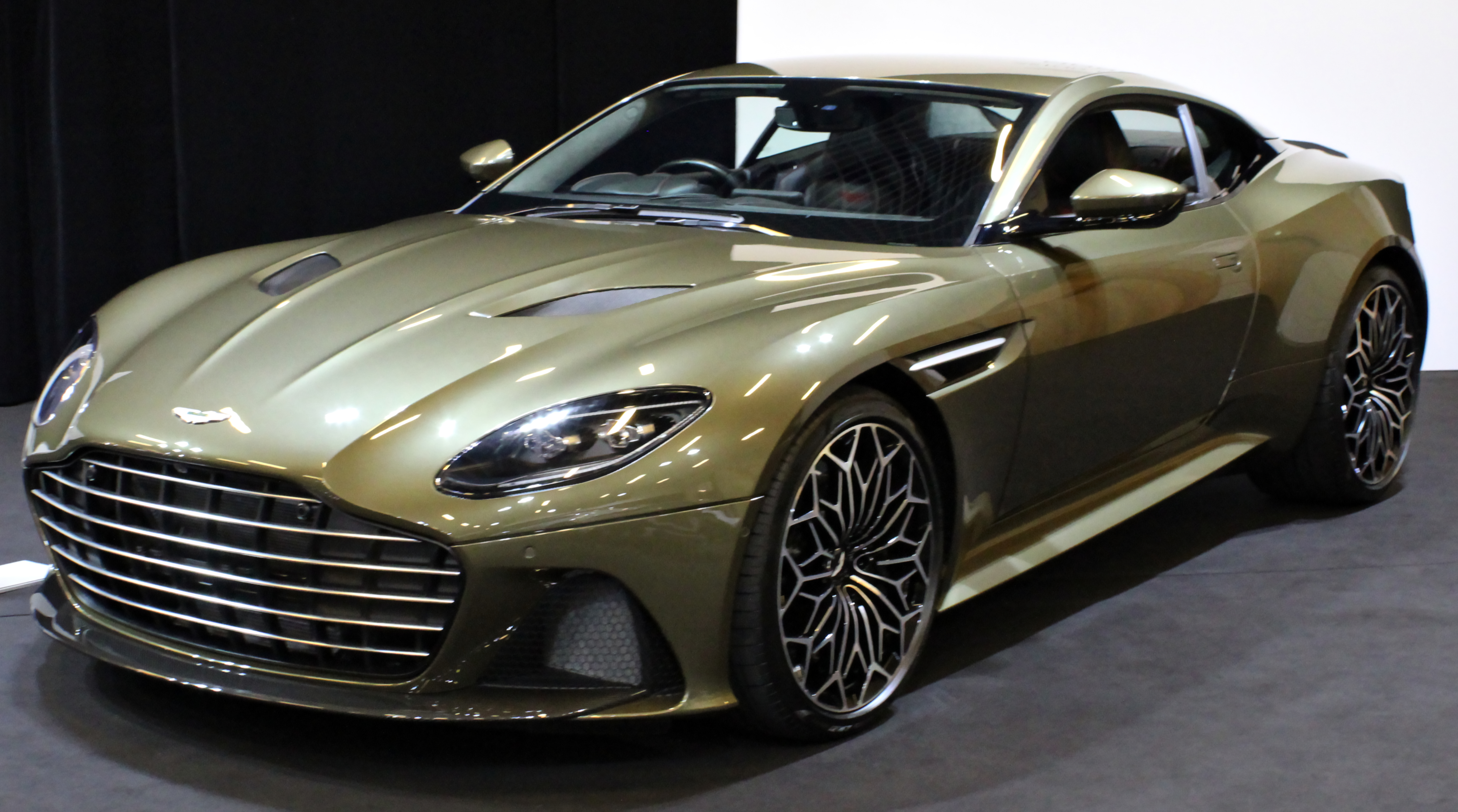
Aston Martin DBS OHMSS

Il 22 maggio 2019, in occasione del 50º anniversario del film James Bond 007 - On Her Majesty's Secret Service, l'Aston Martin ha presentato l'edizione limitata in 50 esemplari chiamata On Her Majesty's Secret Service (OHMSS). Il veicolo è verniciato con una tonalità di verde oliva che ricorda l'Aston Martin DBS Vantage che James Bond ha guidato nel film. Esteticamente si distingue per i cerchi forgiati che hanno una finitura diamantata e per la griglia anteriore che richiama quella della DBS di 50 anni fa. All'interno, vi sono numerosi dettagli di colore rossi che anch'essi richiamano il veicolo usato nel film. Tecnicamente rimane invariato rispetto al veicolo di produzione.

### DBS GT Zagato

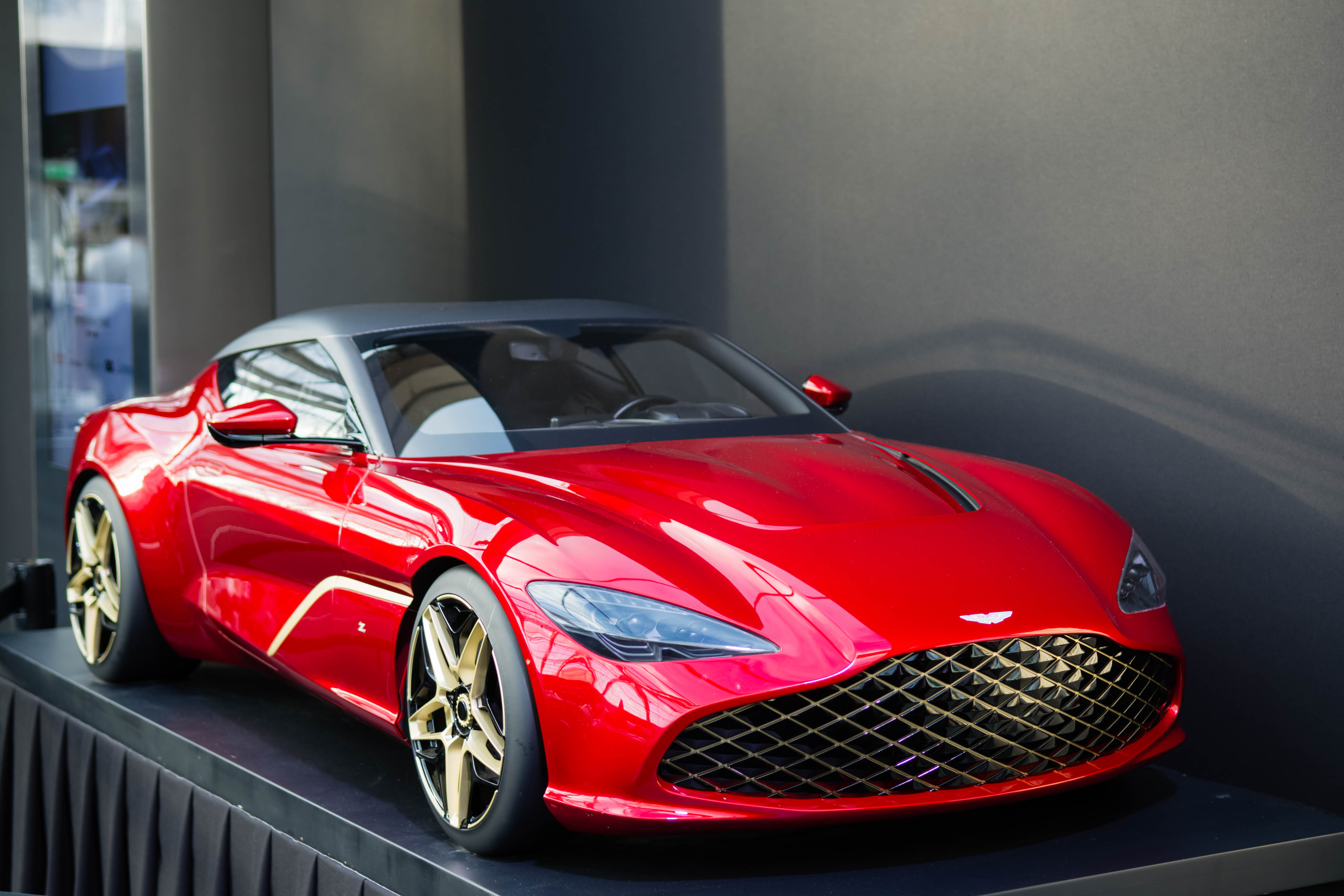
DBS GT Zagato

La DBS GT Zagato è un'edizione limitata basata sulla DBS Superleggera costruita dalla Zagato e limitata a 19 esemplari. La DBS GT Zagato è stata realizzata per celebrare i 100 anni del Zagato e i 60 anni di collaborazione col produttore inglese. la carrozzeria viene totalmente ridisegnata, presenta fari e griglia specifici e due gobbe sul tettuccio, inspirandosi alla linea della DB4 GT Zagato.

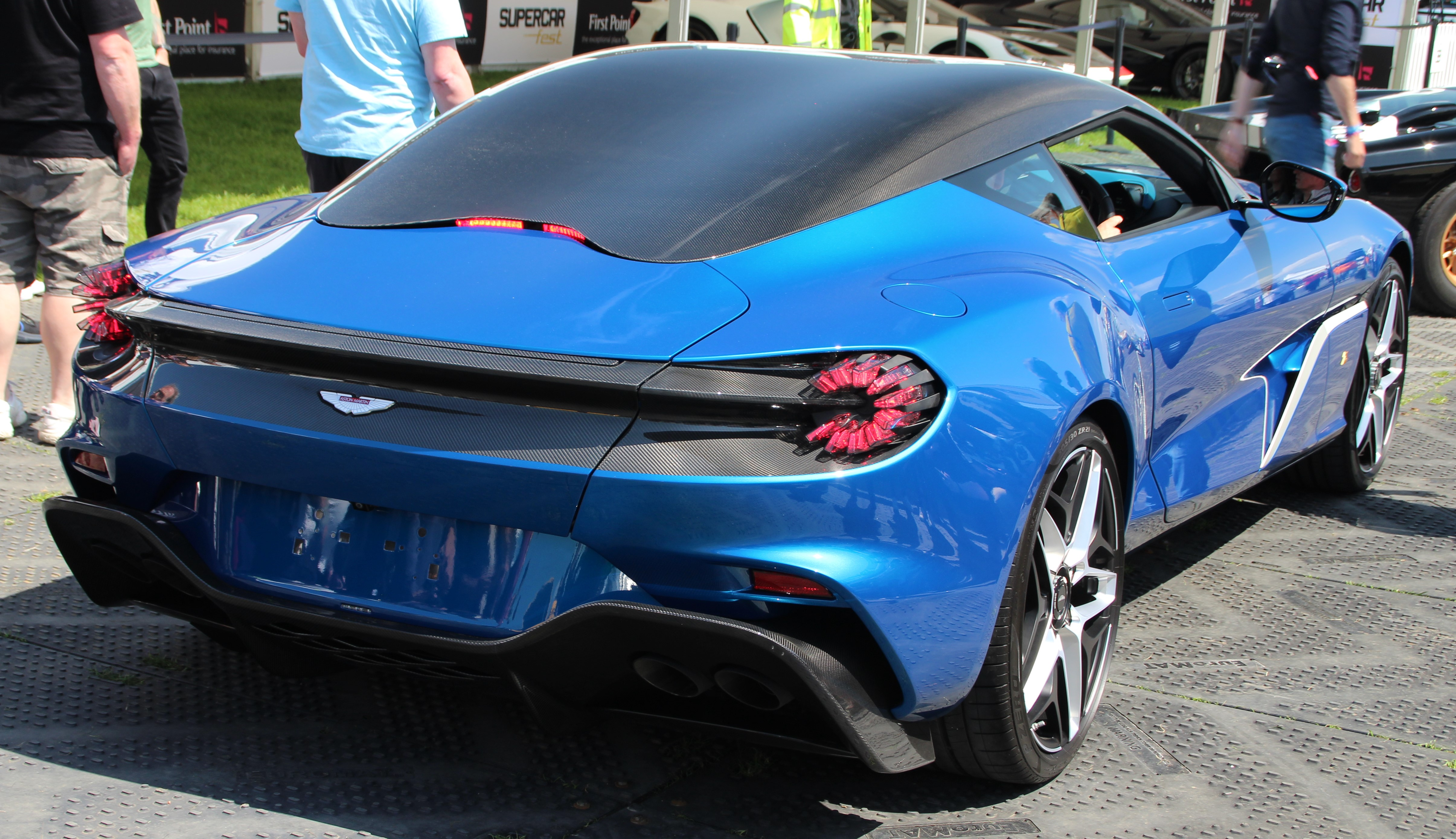
DBS GT Zagato

### Tag Heuer Edition
A gennaio 2019, Aston Martin ha presentato un'edizione limitata chiamata DBS Superleggera TAG Heuer Edition, realizzata in 50 esemplari. Questa edizione si caratterizza per la tinta in nero lucido di tutta la vettura e per gli pneumatici Pirelli appositamente disegnati.

### Concorde Edition
Il 26 novembre 2019, in occasione del 50º anniversario del primo volo dell'aereo supersonico Concorde, l'Aston Martin ha presentato l'edizione speciale Concorde Edition. Limitato a sole dieci unità, questo modello è caratterizzato da una livrea bianca che riprende i colori della British Airways e da interni blu nello stesso stile della compagnia aerea.

### DBS Superleggera 007 Edition

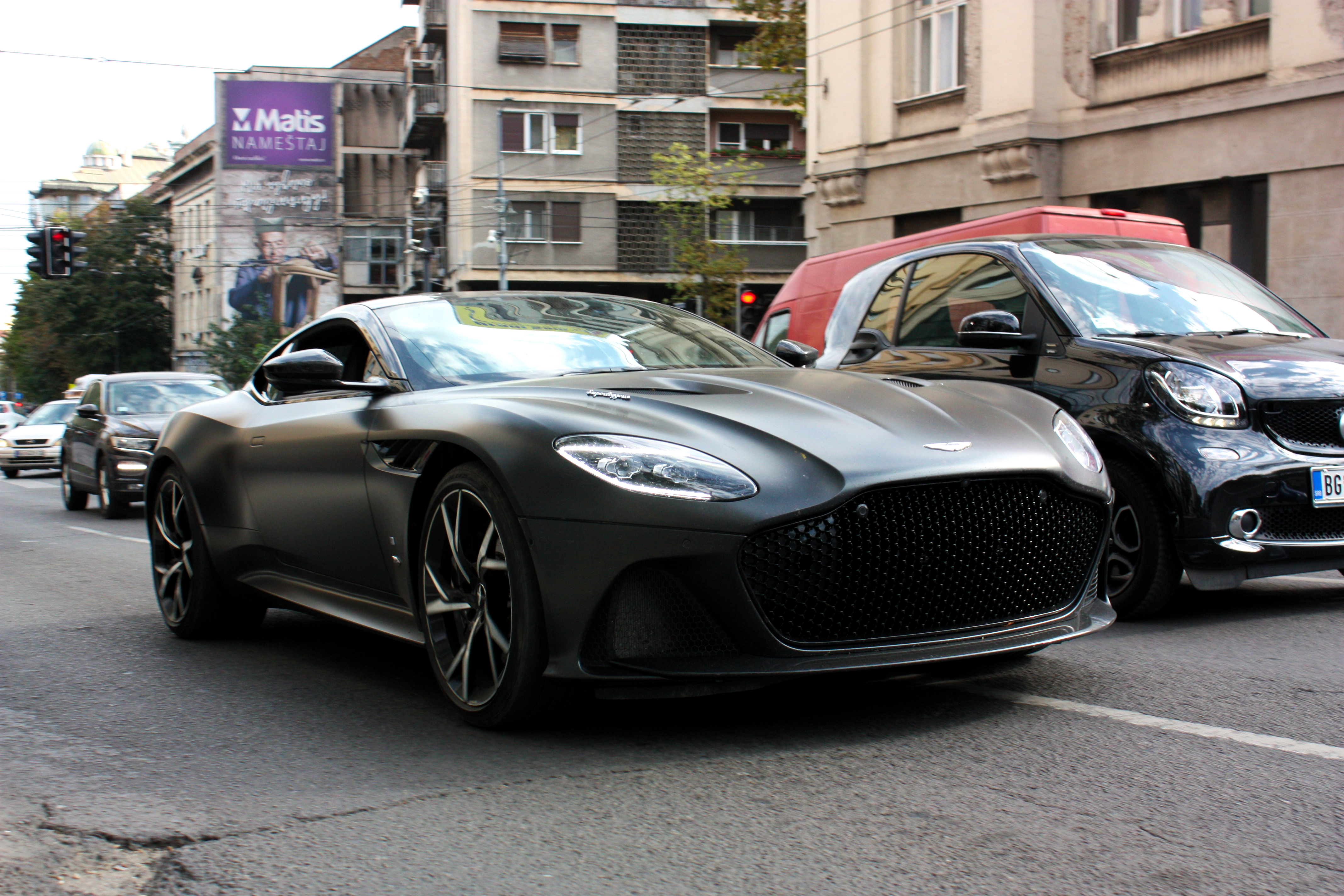
Front of DBS 007 Edition

La 007 Edition, presentata nell'agosto 2020, è un'edizione limitata dedicata alle serie cinematografica di 007 e si caratterizza per una colorazione esterna Ceramic Grey con tetto in fibra di carbonio e altri elementi in nero a contrasto come calotte degli specchietti, splitter, diffusore e spoiler posteriore. I cerchi da 21 pollici sono specifici e hanno una finitura in nero lucido diamantata. La produzione è limitata in soli 25 esemplari.

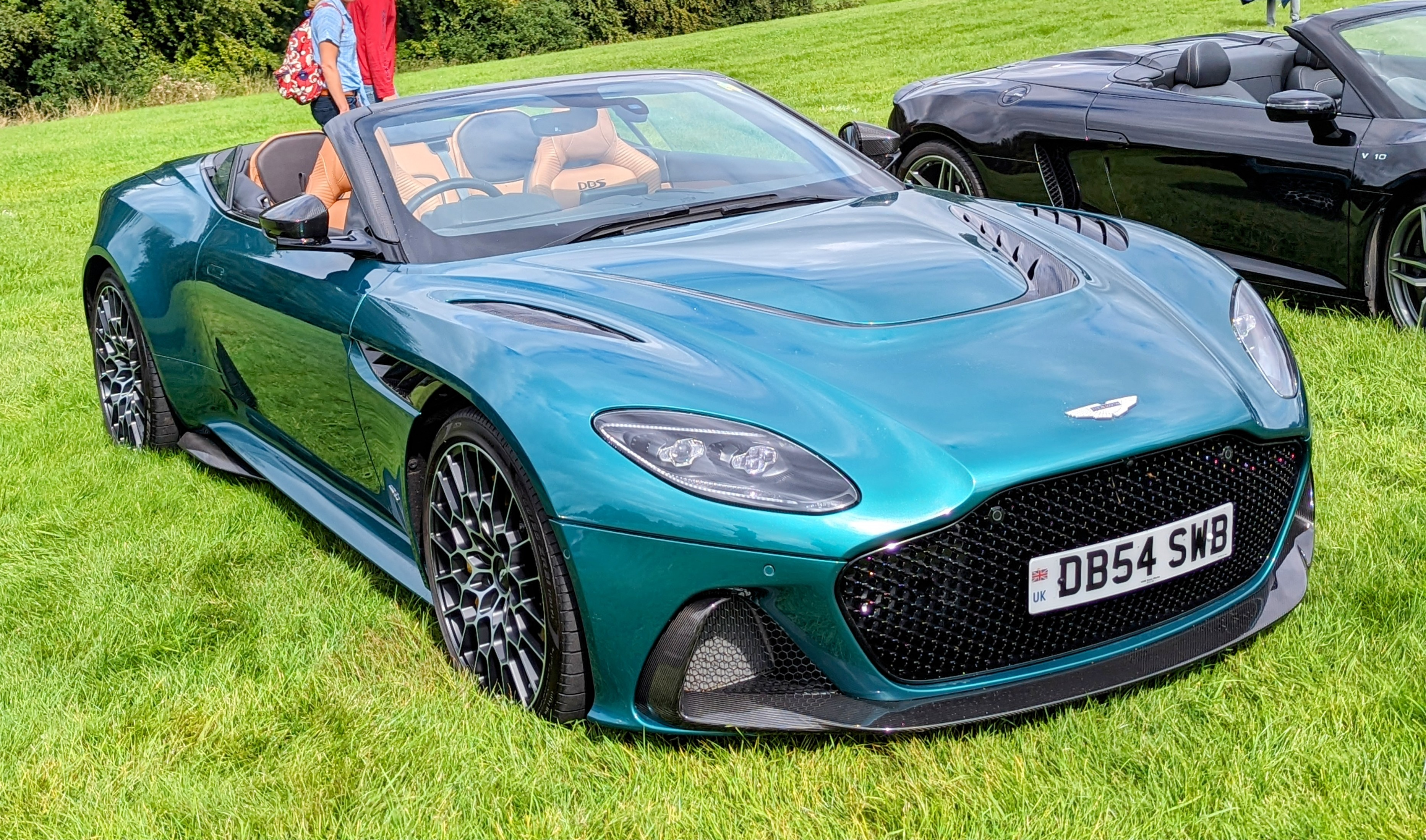
DBS Superleggera 770 Ultimate Volante

### DBS 770 Ultimate
Aston Martin ha presentato nel gennaio 2023 l'ultima versione della DBS, chiamata 770 Ultimate. Accreditata di 770 CV dal suo V12 da 5,2 litri e dotata di alcuni aggiornamenti estetici e meccanici, la produzione è limitata a sole 499 unità (300 Coupé e 199 Cabriolet).